# 秦大士故居
秦大士故居又称大夫第，位于中国江苏省南京市秦淮区武定桥东、长乐路57、59号，最初为明崇祯时大学士何如宠的宅第，清乾隆时南京籍状元、侍讲学士秦大士致仕返乡后购入居住，后成为大杂院，2001年由南京市政府投资迁出其中住户并修缮，2007年6月作为展览馆对外开放。建筑原有三路十进（一说九进），现有东西两路共七进，各进面阔均为三间。其中东路三进，为原建筑群中轴，依次为门厅（新建）、正厅秋田堂和后楼东山楼，正厅建于清初，柱梁粗大，雕花精美；西路四进，前为门厅，后三进均为住宅，北侧原有花园瞻园。

## 图集
- 复原图
- 自西侧看东西两路建筑
- 东路门厅
- 东路门厅
- 东路正厅
- 东路正厅室内
- 东路正厅梁架
- 东路正厅梁托
- 东路后楼